# Улица Круглый Пруд
У́лица Кра́сный Пруд — улица в городе Павловске (Пушкинский район Санкт-Петербурга). Проходит вокруг Круглого пруда.
Как проезд обозначена на карте начала XX века. Название, скорее всего, появилось в советское время. Оно связано с Круглым прудом, вокруг которого проходит улица. А тот, в свою очередь, получил наименование по форме.
В настоящее время не хватает прибрежного участка западнее перекрестка с улицей Чернышевского — там дорога идет в некотором отдалении от пруда.
К улице Красный Пруд подходят пять лучей улиц (ниже перечислены). Согласно красным линиям, утвержденным в 2005 году, к улице также должна подтянуть улицу Кучумова и безымянный проезд, который должны назвать Казарменным переулком.

## Перекрёстки (по часовой стрелке)
- Улица Луначарского
- 2-я Краснофлотская улица
- Улица Маяковского
- Улица Матросова (подходит тропинкой)
- Улица Чернышевского